# Внешняя политика Папуа — Новой Гвинеи
Внешняя политика Папуа — Новой Гвинеи — это общий курс Папуа — Новой Гвинеи в международных делах. Внешняя политика регулирует отношения Папуа — Новой Гвинеи с другими государствами. Реализацией этой политики занимается министерство иностранных дел Папуа — Новой Гвинеи.

## История
В 1975 году Папуа — Новая Гвинея обрела независимость и стала устанавливать контакты на международной арене. Первый министр иностранных дел страны Альберт Маори Кики заявил, что Папуа-Новая Гвинея хочет установить дружеские отношения с как можно большим количеством стран и не иметь с ними враждебных моментов. Папуа-Новой Гвинее не пришлось завоевывать независимость от Австралии, отношения с этой страной остались дружескими. Австралийские политические институты и административные структуры остались и в независимой ПНГ.
После обретения независимости правительство Папуа — Новой Гвинеи занимало последовательную позицию, что ПНГ, как богатая природными ресурсами и самая густонаселенная из островных стран южной части Тихого океана, должна играть важную роль в этом регионе, а также стремиться к налаживанию прочных отношений со странами Восточной и Юго-Восточной Азии. Премьер-министр Паяс Уингти, который находился у власти с 1985 по 1988 год и с 1992 по 94 год, провозгласил подход «смотреть на север», который подчеркнул потенциал отношений с Азией. С 1994 года правительство Джулиуса Чэня вновь заявило о важности сохранения глобальных контактов, подтвердив при этом важность контактов на Тихом океане. Правительство Уильяма Скейта не отступило от этих общих принципов, но обратило внимание, в частности, на укрепление индивидуальных двусторонних отношений с соседними странами, в том числе с Соломоновыми Островами и Индонезией. Премьер-министр Мекере Мораута подчеркивал важность отношений ПНГ с Австралией.
Отношения ПНГ с Китаем развиваются в первую очередь благодаря экспорту ресурсов, а в 1992 году был подписан Меморандум о взаимопонимании. Папуа — Новая Гвинея также стремится к более крепким отношениям с Японией для реализации своих проектов в области СПГ. Австралия является крупнейшим партнером ПНГ, предоставляя ежегодную помощь около 500 млн. долларов США. Австралия участвует в программе «Партнерство в целях развития», стратегически ориентированной на четыре основных элемента: первичное здравоохранение, образование, транспортная инфраструктура, а также правосудие. Общегосударственная программа Австралии включает поддержку управления государственными финансами. Австралийская федеральная полиция тренирует полицейские подразделения ПНГ, оказывает помощь в борьбе с мошенничеством и коррупцией. Все тренинги, проводимые в рамках партнерства, основывались на применении принципов прав человека. Австралия также предоставила 73 сотрудника-консультанта полиции в Порт-Морсби и Лаэ для развития правоохранительных органов ПНГ.
Новая Зеландия предоставляет Папуа — Новой Гвинее приблизительно 35 млн. новозеландских долларов (28 млн долларов США) в год, уделяя основное внимание сельскому хозяйству, электрификации, здравоохранению, рыболовству, стипендиям и обучению. Индонезия, с которой Папуа-Новая Гвинея имеет сухопутную границу, является очень важным партнером, отношения с которым основаны на Договоре о взаимном уважении, дружбе и сотрудничестве. Отношения с Филиппинами и Малайзией носят давний характер, а отношения с Сингапуром развиваются в последнее время.
Папуа-Новая Гвинея является ассоциированным членом АСЕАН и подписала Договор о дружбе и сотрудничестве с этой организацией в 1989 году. Папуа-Новая Гвинея стремится укрепить эти отношения, в том числе планирует присоединиться к этой организации. Членство Папуа — Новой Гвинеи в АТЭС и ВТО привело к более тесной связи с основными экономиками региона и повлекло за собой перемены во внутренней экономической политике. США оказывают поддержку Папуа — Новой Гвинее как в рамках двусторонних, так и региональных программ; две основные области поддержки — это адаптация к изменению климата и устойчивость общества, а также борьба с ВИЧ / СПИД, с дополнительным акцентом на развитие государственных институтов и сокращение уровня насилия по половому признаку. В среднем поддержка составляет 8-10 миллионов долларов США в год. Папуа-Новая Гвинея имеет официальные зарубежные представительства в Австралии, Новой Зеландии, на Фиджи, на Соломоновых Островах, в Индонезии, Сингапуре, Малайзии, Японии, Республике Корея, Китае, Филиппинах, Великобритании, Германии, Бельгии (миссия при Европейском союзе), Франции и США, а также в ООН в Нью-Йорке.